# La Romana (República Dominicana)
|  | Per a altres significats, vegeu «La Romana (província)». |

La Romana és la setena ciutat més gran de la República Dominicana amb una població el 2010 de 139.671 habitants. La ciutat és la capital de la província del sud-est, La Romana, al costat oposat de l'illa Catalina. El nom Romana ve d'una balança que es feia servir per pesar mercaderies per la exportació. Rosa de Lima és la patrona de La Romana. L'aeroport Internacional La Romana va ser obert el 2000. La ciutat és a prop de diverses altres ciutats, com San Pedro de Macorís i la capital nacional, Santo Domingo.
Va ser fundada el 1897 com una ciutat petroliera. A partir de 1917 amb la construcció d'un gran molí de sucre per part d'immigrants italians de la regió de Roma, (Laci) l'economia de pressa canviada a producció de sucre. La posada en funcionament de la fàbrica de sucre va coincidir amb l'augment dels preus del sucre a tot el món, fet que va provocar que la indústria del sucre acollís treballadors d'altres parts del país, moltes famílies pobres del camp dominicà es van traslladar a La Romana a la recerca d'una vida millor. A principis de 1960 Gulf and Western Industries, Inc. va comprar la fàbrica de sucre i van començar a invertir en la indústria ramadera establerta a la província. Mentrestant, es van invertir 20 milions de dòlars per reconstruir La Romana i construir escoles, clíniques, habitatges i altres infraestructures per als treballadors. A mitjans dels anys setanta, el conglomerat nord-americà va començar a vendre els seus actius dominicans i, alhora, va construir el que ara és un dels centres turístics exclusius més grans de la República Dominicana, la Casa de Campo.